# Scarlat Ghica
Pour les articles homonymes, voir Ghica.
Scarlat  Ghica ou Skarlat Ghyka (Σκαρλάτος Γγύκα), né en 1715 et mort le 2 décembre 1766 à Bucarest est un prince Phanariote qui, après avoir servi le gouvernement Ottoman, est devenu Hospodar de Moldavie de 1757 à 1758 et de Valachie de 1758 à 1761 de 1765 à 1766. La monarchie était élective dans les principautés roumaines de Moldavie et de Valachie, comme en Pologne voisine. Le souverain (voïvode, hospodar ou domnitor selon les époques et les sources) était élu par (et souvent parmi) les boyards, puis agréé par les Ottomans : pour être nommé, régner et se maintenir, il s'appuyait sur les partis de boyards et fréquemment sur les puissances voisines, habsbourgeoise, russe et surtout turque, car jusqu'en 1859 les deux principautés étaient vassales et tributaires de la « Sublime Porte ».

## Origine
Scarlat Ghica, issu d'une famille Phanariote d'origine Arvanite, est le fils aîné du prince Grigore II Ghica et de son épouse Zoé Manos, elle aussi Phanariote.

## Règnes
Scarlat Ghica obtient le trône de Moldavie le 2 mars 1757 après la destitution de Constantin Racoviță. Il est transféré en Valachie le 7 août 1758 en remplacement de son parent Constantin Mavrocordato.
En 1756, après plusieurs années de sécheresse, le gouvernement Ottoman, pour parer aux pénuries alimentaires de Constantinople, avait fixé le niveau du tribut en approvisionnements à fournir par les principautés roumaines à un niveau jamais atteint soit, pour la Valachie de 300 000 « boisseaux d’Ibrahil » de blé et de 200 000 boisseaux d’orge, et pour la Moldavie de 200 000 boisseaux de Blé et de 100 000 boisseaux d’Orge. La collecte de ces vivres était effectuée par des marchands, sujets ottomans souvent grecs, arméniens, avdétis, romaniotes ou sépharades, ayant remporté des appels d'offres pour cette charge et gardés par des seimens (arquebusiers albanais). Ces marchands pressuraient les populations roumaines en prétextant la mauvaise qualité des grains et de produits, ce qui suscitait de la xénophobie dans la paysannerie et aussi, ponctuellement, des violences, certains villageois étant massacrés par les seimens. En outre, les prélèvements n'étaient pas équitables, car marchands et seimens évitaient les zones montagneuses et boisées (Carpates, Codru), propices aux embuscades, et s'en prenaient surtout aux villages de plaine, notamment aux environs des villes où ils pouvaient se réfugier. Dans ce contexte, Scarlat Ghica réussit en 1759 à obtenir de l’administration du sultan Mustafa III un Firman réglementant l’exercice de ce commerce ottoman et le réservant à des négociants munis d’une attestation de bonne conduite présentée au prince régnant
Détrôné le 5 juin 1761, il est de nouveau remis en place après la destitution de son ancien beau-frère Ștefan Racoviță le 18 août 1765, qui marque l’exclusion définitive du pouvoir de la famille Racoviță.
Scarlat Ghica meurt en exercice à Bucarest le 2 décembre 1766 et il est inhumé dans le monastère de Saint Spiridon dans cette ville.

## Unions et postérité
Le prince Scarlat Ghica contracta trois unions :
1) Anastasia Racoviță  (1713- morte avant 1758), fille du prince Mihai Racoviță dont il eut :
- Alexandre Ier Ghica.

2) Eufrosina dont il eut :
- Elena, épouse du prince Alexandre Kallimachis.

3) Ruxandra Moruzi dont il eut :
- trois garçons et trois filles.